# Chickasaw (Alabama)
Chickasaw ist eine Stadt im Mobile County im Bundesstaat Alabama in den Vereinigten Staaten. 2020 lebten hier 6457 Menschen.

## Geographie
Chickasaw liegt im Südwesten Alabamas im Süden der Vereinigten Staaten. Die Stadt liegt etwa 30 Kilometer östlich der Grenze zu Mississippi und 9 Kilometer nördlich des Mobile Bay. Sie befindet sich außerdem weniger als einen Kilometer westlich des Mobile River, der wenige Kilometer südlich in den Mobile Bay und Golf von Mexiko mündet.
Nahegelegene Orte sind unter anderem Saraland (unmittelbar nördlich angrenzend), Prichard (unmittelbar westlich und südlich angrenzend), Mobile (unmittelbar östlich angrenzend), Satsuma (5 km nördlich) und Kushla (6 km nordwestlich).

## Geschichte
Die Stadt wurde in den 1920er Jahren als Arbeitersiedlung gegründet. Der Name wurde in Erinnerung an eine Stamm der Muskogee-Indianer gewählt, die in diesem Gebiet gelebt haben. 1924 wurde ein Postamt gegründet, 1946 folgte die Eingemeindung.
Eine Stätte in Chickasaw ist im National Register of Historic Places eingetragen (Stand 11. Dezember 2019), der Chickasaw Shipyard Village Historic District.

## Verkehr
Im Westen der Stadt verläuft der Interstate 65, der über 1436 Kilometer von Alabama bis nach Indiana führt. Etwa mittig durch die Stadt verläuft der U.S. Highway 43. 2 Kilometer südwestlich besteht Anschluss an den U.S. Highway 45, 6 Kilometer südwestlich an den U.S. Highway 98. 7 Kilometer südlich der Stadt verläuft außerdem der Interstate 10.
Etwa 16 Kilometer südwestlich befindet sich der Mobile Regional Airport.
Im Osten der Stadt befindet sich der Hafen von Chickasaw.

## Demographie
Die Volkszählung 2000 ergab eine Bevölkerungszahl von 6364, verteilt auf 2747 Haushalte und 1747 Familien. Die Bevölkerungsdichte lag bei 555 Menschen pro Quadratkilometer. 88,9 % der Bevölkerung waren Weiße, 8,1 % Schwarze, 1,4 % Indianer und 0,2 % Asiaten. 0,3 % entstammten einer anderen Ethnizität, 1,1 % hatten zwei oder mehr Ethnizitäten, 1,2 % waren Hispanics oder Lateinamerikaner jedweder Ethnizität. Auf 100 Frauen kamen 86 Männer. Das Durchschnittsalter lag bei 39 Jahren, das Pro-Kopf-Einkommen betrug 14.190 US-Dollar, womit etwa 17,1 % der Bevölkerung unterhalb der Armutsgrenze lebte.
Bis zur Volkszählung 2010 sank die Einwohnerzahl auf 6106.

## Söhne und Töchter der Stadt
- Ray Sawyer (1937–2018), Musiker (Dr. Hook & the Medicine Show)